# Comtat de Zagreb
El comtat de Zagreb (en croat Zagrebačka županija) és un comtat croat. Pel fet que envolta la ciutat de Zagreb, aquest comtat es considera com l'àrea metropolitana de la capital croata. La població del comtat era de 309.696 habitants en 2001.
El comtat té molta història: la seva capital, la ciutat de Samobor existeix des de 1242. A més, era una de les primeres localitats turístiques de la regió. Avui, el desenvolupament econòmic i urbà de les seves ciutats està estretament vinculat a Zagreb. És més, diverses ciutats tals com Zaprešić, Velika Gorica o Sesvete (que ara és un districte de Zagreb) s'estan fusionant amb les àrees industrials de la capital. El comtat limita al nord amb els comtats de Krapina-Zagorje i de Varaždin, a l'est amb el comtat de Bjelovar-Bilogora, al sud-est amb el comtat de Sisak-Moslavina i al sud-oest amb el comtat de Karlovac.

## Ciutats i municipis
El comtat de Zagreb 8 ciutats i 26 municipis:

### Ciutats
- Dugo Selo
- Ivanić-Grad
- Jastrebarsko
- Samobor
- Sveti Ivan Zelina
- Velika Gorica
- Vrbovec
- Zaprešić

### Municipis
- Bedenica
- Bistra
- Brckovljani
- Brdovec
- Dubrava
- Dubravica
- Farkaševac
- Gradec
- Jakovlje
- Klinča Sela
- Kloštar Ivanić
- Krašić
- Kravarsko
- Križ
- Luka
- Marija Gorica
- Orle
- Pisarovina
- Pokupsko
- Preseka
- Pušća
- Rakovec
- Rugvica
- Stupnik
- Sveta Nedjelja
- Žumberak